# Schleiz

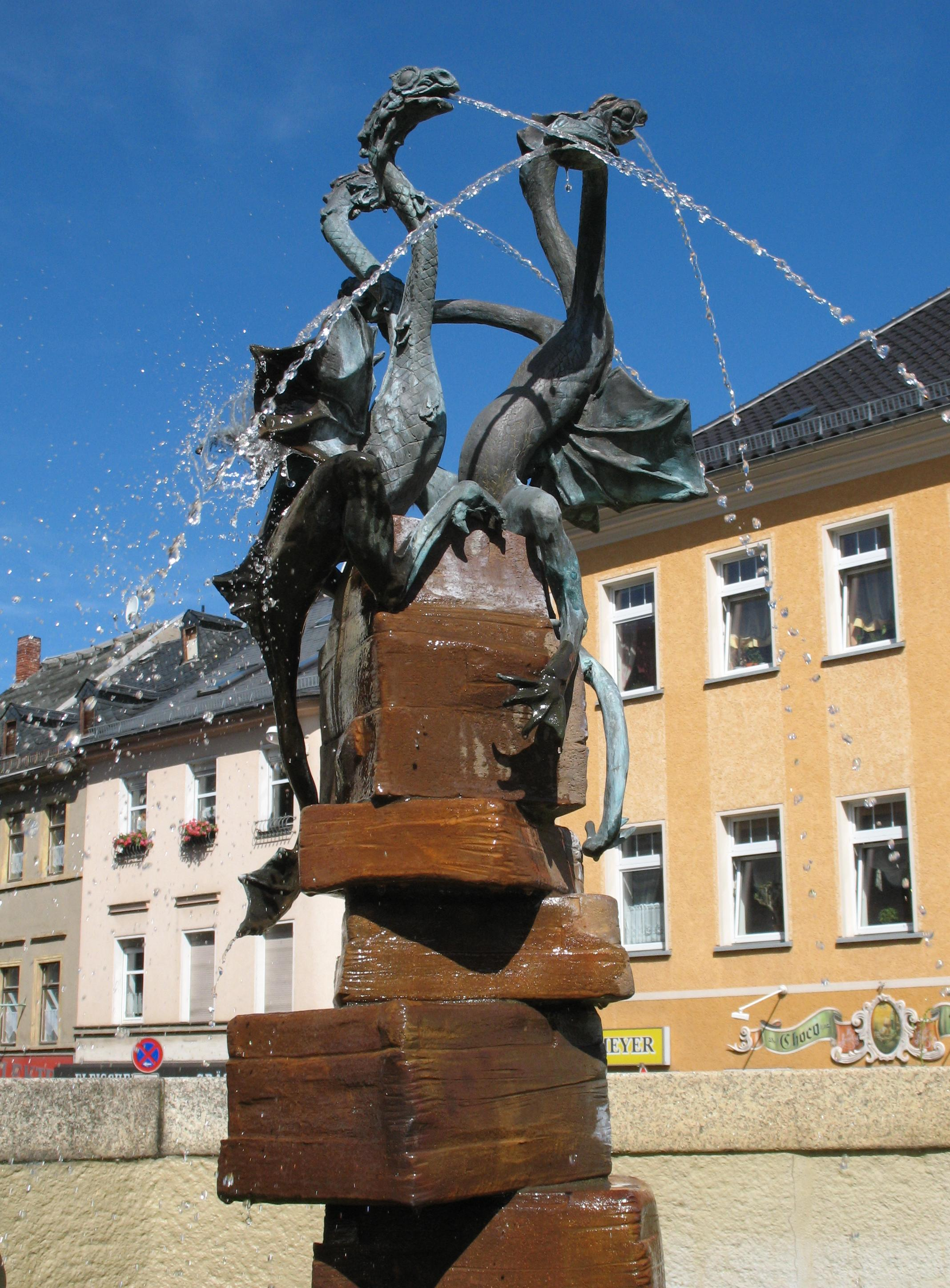
Fântână

Schleiz este o localitate în districtul Saale-Orla-Kreis, landul Thüringen, Germania. In apropiere se află Barajul de pe Valea Bleiloch.

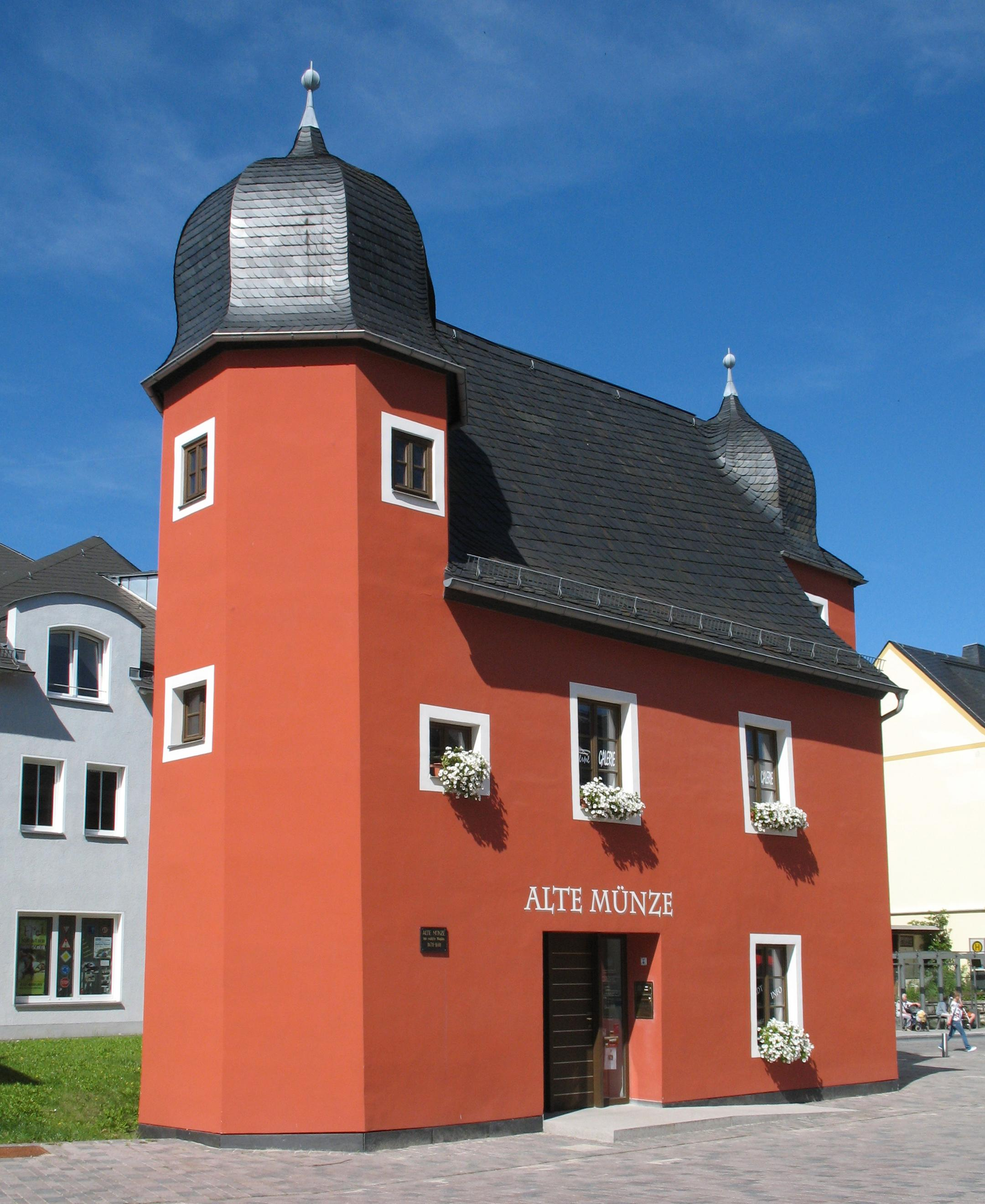
Monetărie

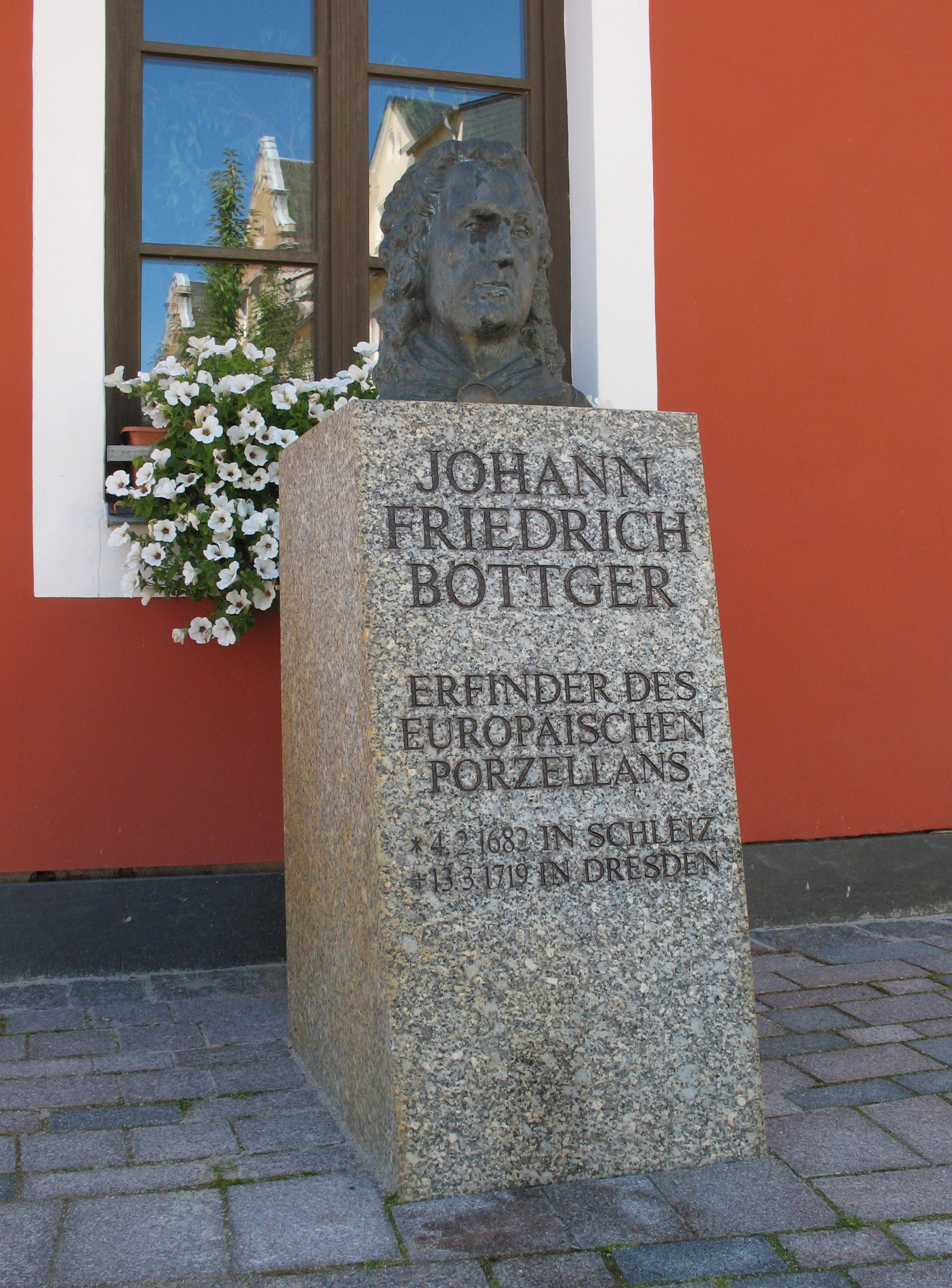